# De Etruria Regali Libri Vii

De Etruria Regali Libri VII est un livre de Thomas Dempster rédigé entre 1616 et 1619, mais publié seulement entre 1723 et 1726, grâce à Thomas Coke (1697–1759).

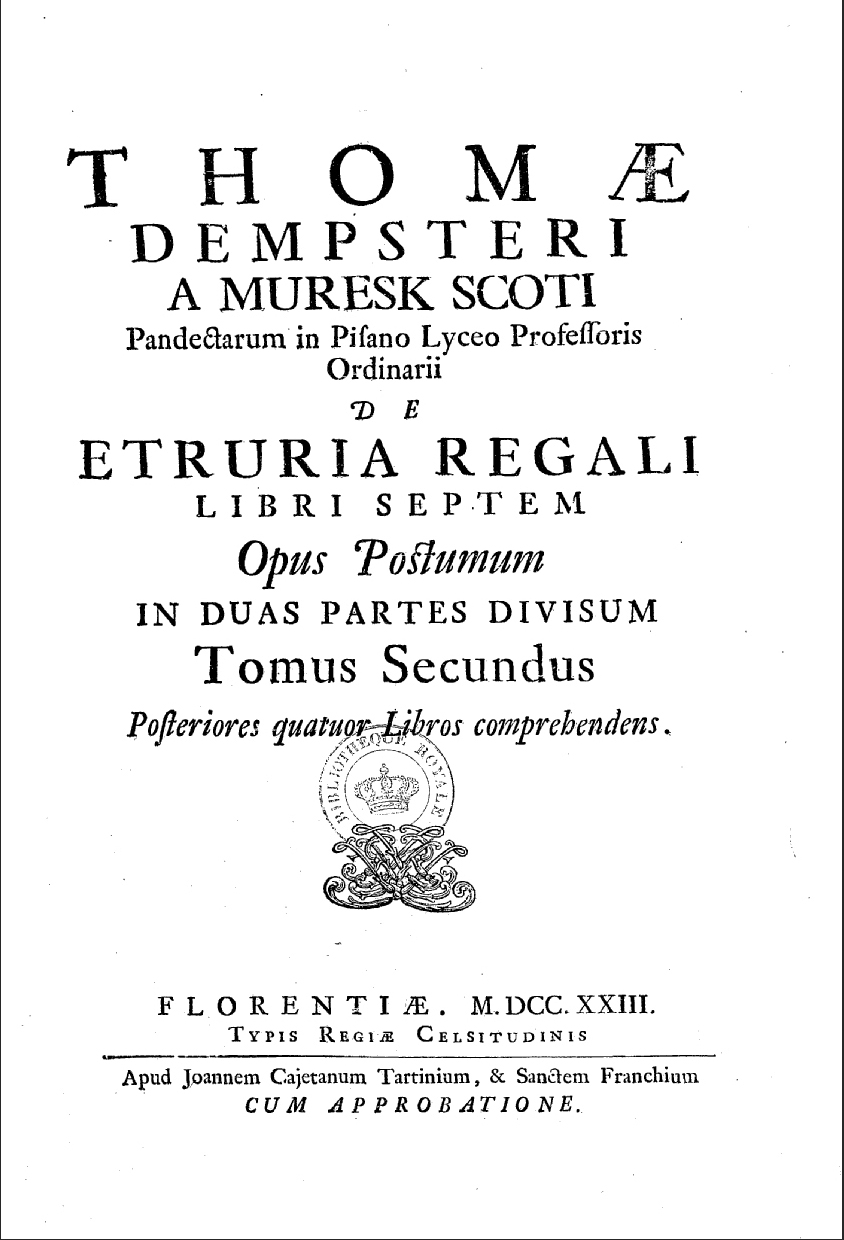

Ce livre commandé à l'auteur par Cosme II de Medicis, est considéré comme étant l'une des premières œuvres d'étruscologie.